# Poppendamme
Poppendamme est un hameau appartenant à la commune néerlandaise de Veere, situé dans la province de la Zélande. Le hameau compte environ 50 habitants. Il est situé sur Walcheren, près de Grijpskerke.
Jusqu'en 1816, Poppendamme formait avec Grijpskerke la commune de Grijpskerke en Poppendamme ; dès 1816, le hameau est rattaché à Grijpskerke.